# كرفمحلة (أملش الشمالي)
کرفمحلة (بالفارسية: کرفمحله) هي قرية تقع في إيران في قسم أملش الشمالی الريفي. يقدر عدد سكانها بـ 324 نسمة بحسب إحصاء 2016.